# Copo
Copo is een departement in de Argentijnse provincie Santiago del Estero. Het departement (Spaans:  departamento) heeft een oppervlakte van 12.604 km² en telt 26.984 inwoners.

## Plaatsen in departement Copo
- El Caburé
- Los Pirpintos
- Monte Quemado
- Pampa de los Guanacos
- San José del Boquerón
- Villa Matoque